# Tatjana Medved
Pour les articles homonymes, voir Medved.
Tatjana Medved, née le 13 mars 1974 à Novi Sad, est une ancienne handballeuse serbe.

## Palmarès en club
compétitions internationales
- vainqueur de la coupe des vainqueurs de coupe (C2) (1) : 2000 (avec Milar L'Eliana)
- finaliste de la Ligue des champions (1) : 2003 (avec Milar L'Eliana)

compétitions nationales
- vainqueur du championne de Macédoine (2) : 1998 et 1999 (avec Kometal Ǵorče Petrov Skopje)
- vainqueur de la coupe de Macédoine (2) :  1998 et 1999 (avec Kometal Ǵorče Petrov Skopje)
- vainqueur du championne d'Espagne (6) : 2000, 2001 et 2002 (avec Milar L'Eliana), 2005 (avec BM Sagunto), 2006 et 2007 (avec Cem. la Union-Ribarroja)
- vainqueur de la coupe de la Reine (2) : 2000 (avec Milar L'Eliana) et 2006 (avec Cem. la Union-Ribarroja)
- vainqueur du championne de France (1) : 2004 (avec Metz Handball[3])
- vainqueur du championne de Serbie (1) : 2010 (avec ŽRK Zaječar)

## Palmarès en équipe nationale
Championnats du monde
- Médaille de bronze au Championnat du monde 2001,  Italie

Championnats d'Europe
- 7e place au Championnat d'Europe 2000,  Roumanie
- 6e place au Championnat d'Europe 2002,  Danemark
- 14e place au Championnat d'Europe 2006,  Suède
- 13e place au Championnat d'Europe 2008,  Macédoine du Nord

Jeux méditerranéens
- 4e place aux Jeux méditerranéens de 1997 à Bari,  Italie
- 4e place aux Jeux méditerranéens de 2001 à Tunis,  Tunisie
- Médaille d'argent aux Jeux méditerranéens de 2005 à Almeria,  Espagne

### Distinctions individuelles
- Meilleure buteuse des Jeux méditerranéens de 2005[4]